# Luis Enrique Quiñones
Luis Enrique Quiñones (* 26. Juni 1991 in Cali) ist ein kolumbianischer Fußballspieler auf der Position eines Stürmers.

## Laufbahn
In den ersten vier Jahren seiner Profikarriere spielte Quiñones für jeweils eine Spielzeit bei den Vereinen Patriotas Boyacá, Rionegro Águilas, Atlético Junior und dem Independiente Santa Fe seines Heimatlandes Kolumbien. Mit Independiente gewann er 2015 die Copa Sudamericana.
Anfang 2016 wechselte Quiñones nach Mexiko, wo er zunächst eine Halbsaison für die UNAM Pumas spielte und später noch zwei kurze Etappen bei den Lobos de la BUAP und Deportivo Toluca verbrachte. Die meiste Zeit aber war er für die UANL Tigres im Einsatz, mit denen er zweimal die mexikanische Fußballmeisterschaft und einmal die CONCACAF Champions League gewann. 
Seinen einzigen Länderspieleinsatz absolvierte Quiñones in einem am 23. März 2017 ausgetragenen WM-Qualifikationsspiel gegen Bolivien, das 1:0 gewonnen wurde. 

## Erfolge
- Mexikanischer Meister: Apertura 2016, Clausura 2019 (mit UANL Tigres)
- Copa Sudamericana: 2015 (mit Independiente)
- CONCACAF Champions League: 2020 (mit UANL Tigres)